# Fiat Elba
O Fiat Elba foi um automóvel fabricado pela Fiat lançado em 1986 e fabricado até 1996. Era a versão perua do Uno e foi produzida nas versões 3 e 5 portas. Seu nome provém da Ilha de Elba, localizada na costa da Toscana, Itália.
Fora do Brasil, o carro recebeu o nome de Fiat Duna Weekend.
Com um porta-malas de até 780 litros, foi eleito o maior do país na época. Sua sucessora é a Palio Weekend (lançado em 1997).
No Reino Unido, Inglaterra, Irlanda e Nova Zelândia como Fiat Penny apenas versão volante a direita (LHT) e havia versão van chamada citivan que nunca foram vendidos na América do Sul e Itália.

## Galeria

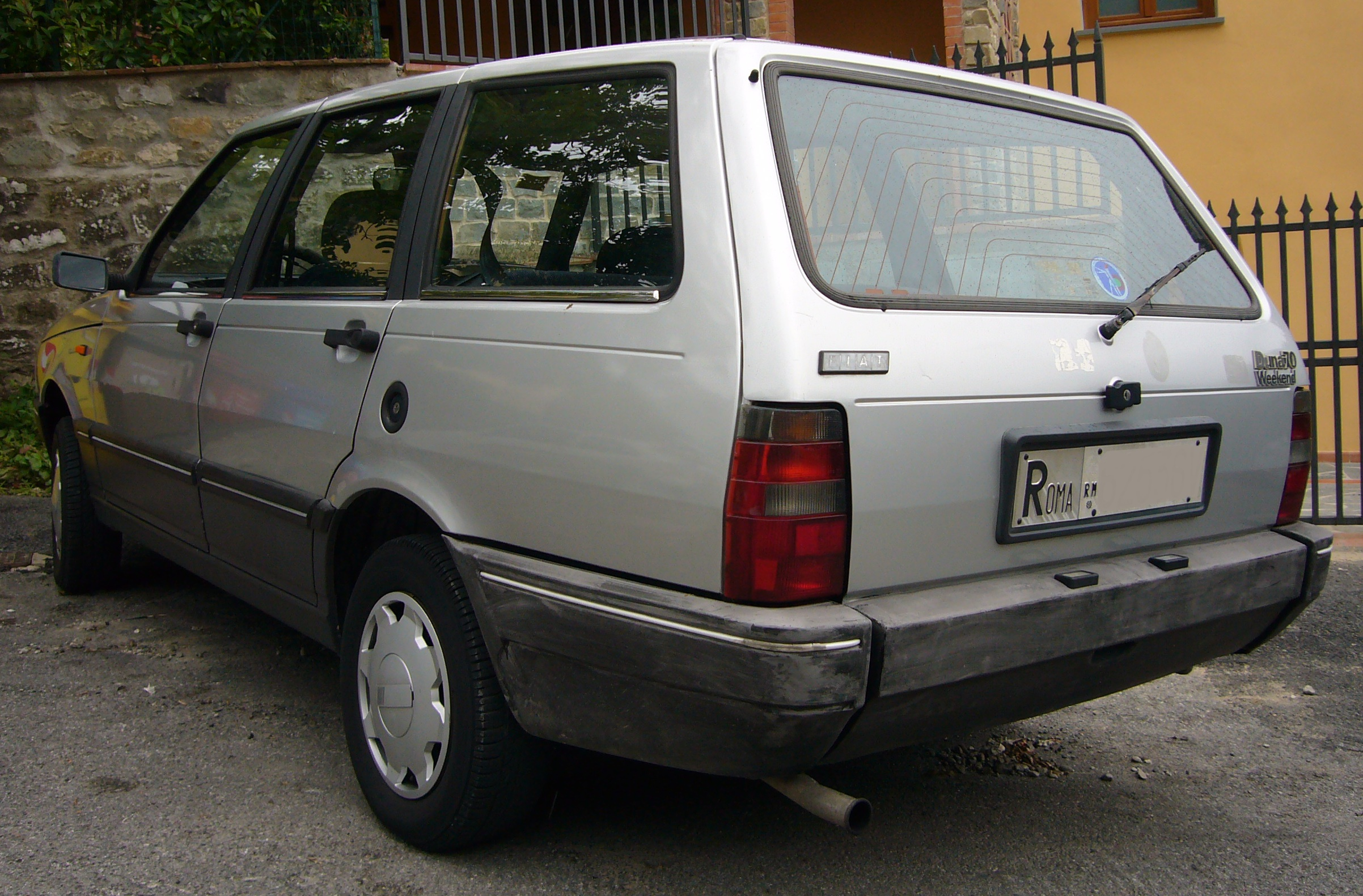
Fiat Duna Traseira.
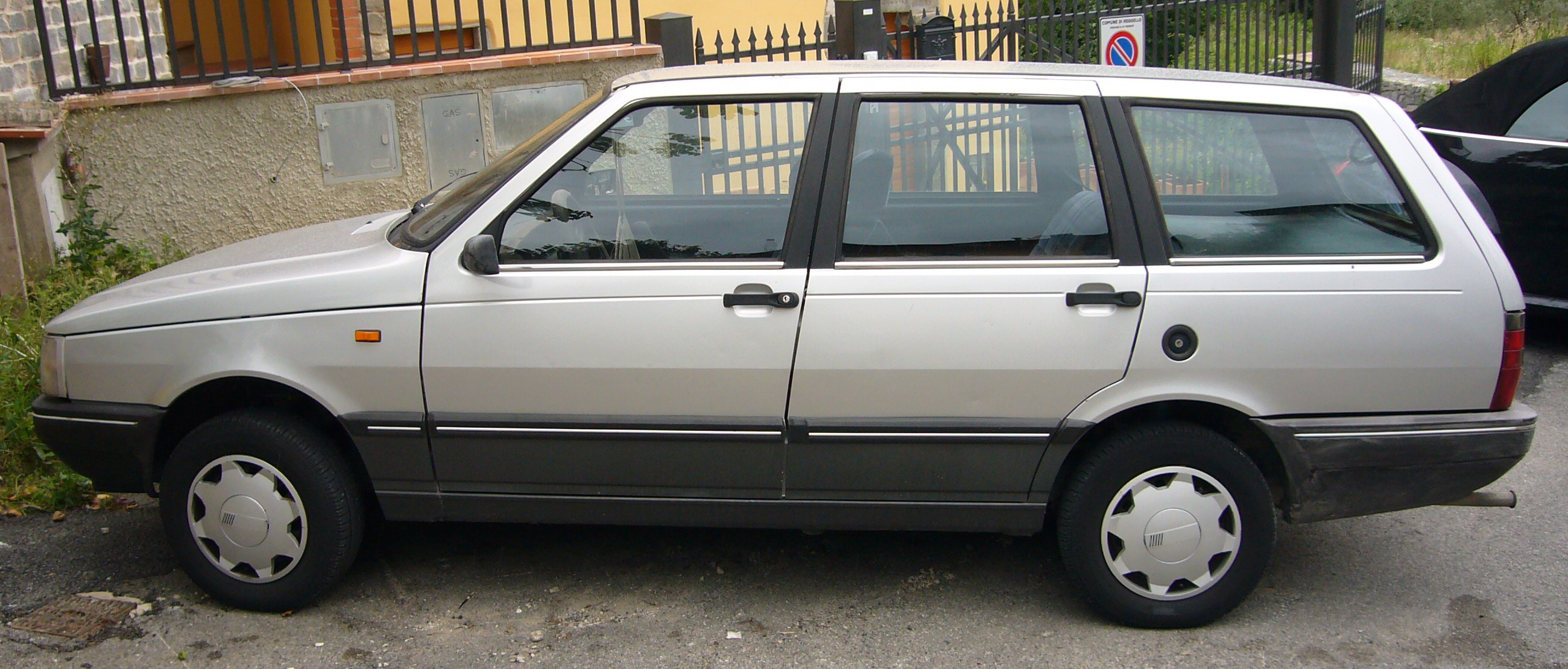
Fiat Duna lateral.
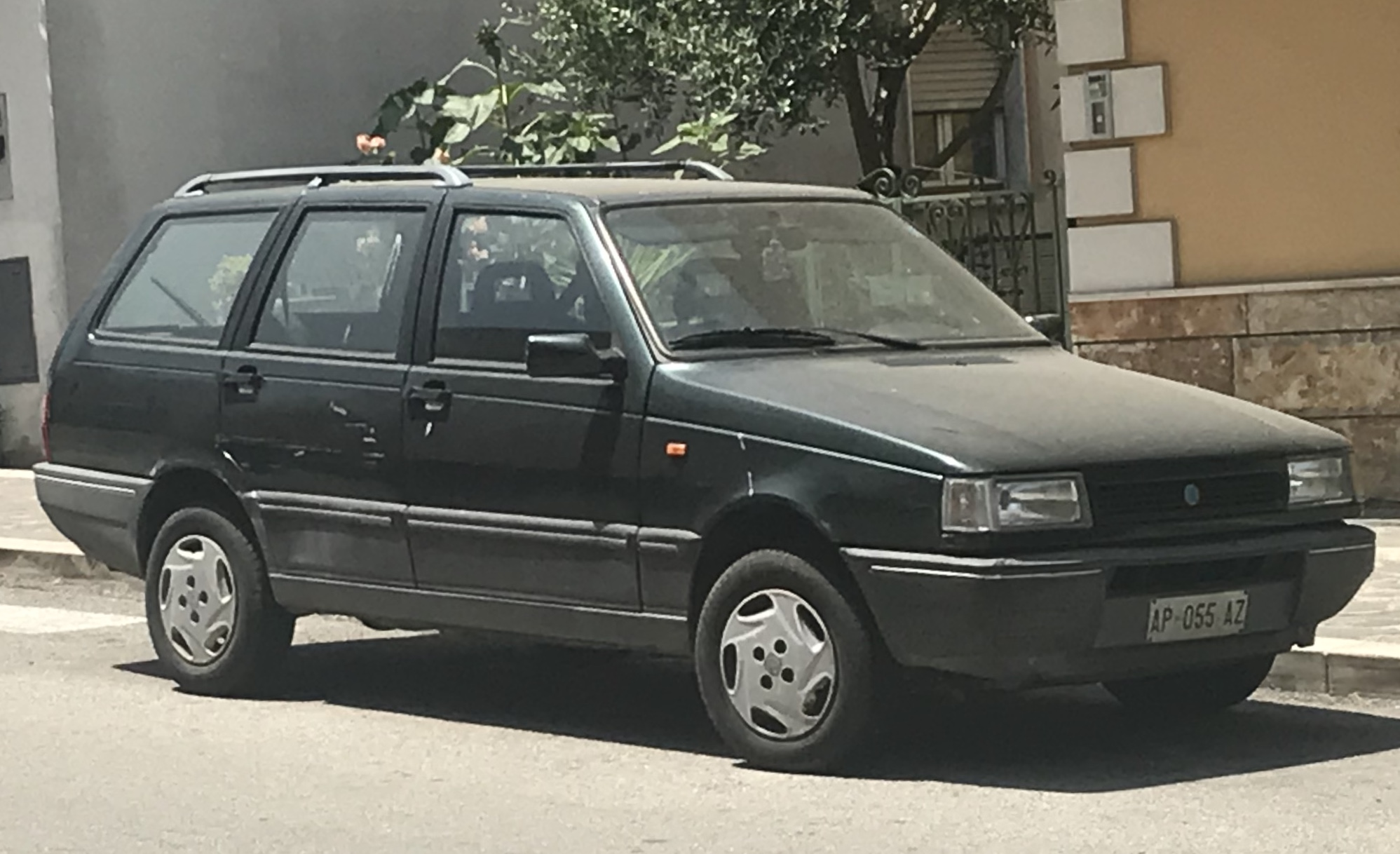
Innocenti Elba Frente.

## Linha do Tempo
- 1986 - Início da produção, nas versões S 1.3 (57cv) e CS 1.5 (71cv);
- 1989 - Início de produção da Elba CSL 1.6 (82cv) no lugar da versão CS;
- 1990 - Início da produção da Elba 5 portas, motor 1.6 Sevel no lugar do 1.5;
- 1991 - Nova frente, volta da versão CS com dois portas;
- 1991 - Lançamento da Elba Weekend 1.5 Fiasa (67cv);
- 1992 - Fim das versões S e CS duas portas;
- 1993 - Lançamento da Injeção Eletrônica (i.e) na linha Uno, Prêmio e Elba;
- 1994 - Fim da Produção da versão CSL e início da produção da versão Top em seu lugar;
- 1996 - Fim da produção.

## Caso Collor
No Brasil, a compra de um Fiat Elba foi pivô no relatório da CPI que levou ao impeachment do presidente Fernando Collor, acusado de crime de responsabilidade ao usar cheques fantasmas para o pagamento de despesas pessoais. Em 5 de julho de 1992, o O Globo fotografou a entrada da Elba na Casa da Dinda, residência do então presidente.
O mesmo carro foi fotografado em 2005, pelo jornal Correio Braziliense, no Setor de Oficinas Sul, Brasília. Com o último licenciamento feito em 2007, o veículo foi baixado como sucata, ainda no nome do ex-presidente.